# Nacsa Lőrinc
Nacsa Lőrinc (Budapest, 1990. április 5. –) magyar politikus, országgyűlési képviselő (Fidesz–KDNP), szóvivő.

## Tanulmányai
A budapesti Szent Angéla Gimnáziumban érettségizett, majd a Pázmány Péter Katolikus Egyetemen olaszt és nemzetközi tanulmányokat hallgatott, ahol főiskolai diplomát szerzett. Később keresztény társadalmi elvek a gazdaságban című posztgraduális képzést végzett a Sapientia Főiskolán, itt abszolutóriumot szerzett.

## Pályafutása
Az egyetemi tanulmányai mellett is dolgozott, a Servitor Pro Multis Nonprofit Kft. munkatársa, majd a Piarista Rend Magyar Rendtartományának kommunikációs vezetője, valamint a Gyermek- és Ifjúsági Alap (GYIA) egyházak által delegált tagja volt. Innen 2012-ben a Nemzeti Erőforrások Minisztériumának Szociális, Család, és Ifjúságügyért Felelős Államtitkárságára került mint parlamenti titkár, majd politikai munkatárs. 2014-től az EMMI Egyházi, Nemzetiségi és Civil Társadalmi Kapcsolatokért Felelős Államtitkárság kabinetfőnök-helyettese, politikai tanácsadója és a Bethlen Gábor Alap Kollégiumának tagja volt.

## Politikai tevékenysége
2009 óta tagja az Ifjúsági Kereszténydemokrata Szövetségnek (IKSZ), később munkacsoport-vezetője, majd 2015-től 2025-ig az elnöke.
2017 óta tagja a KDNP ügyvezető elnökségének.
A 2018-as országgyűlési választáson országgyűlési képviselői mandátumot szerzett, a KDNP frakciójának tagja, szóvivője. A magyar Országgyűlésben tagja a Külügyi bizottságnak, valamint a Népjóléti bizottságnak.
Tagja az Európa Tanács Parlamenti Közgyűlésének. 2021. június 15-én az Európa Tanács Parlamenti Közgyűlésében az EPP frakció egyik alelnökének választották.
A 2022-es országgyűlési választásokon ismét mandátumot szerzett, a KDNP frakció helyettes vezetőjévé választották.

## Családja
Nős,Nacsa Domonkos a Pénzügyőr SE utánpótlás játékosának  édesapja. Másod-unokatestvére Nacsa Olivér humorista.